# Sense escapatòria (pel·lícula de 1993)
Sense escapatòria (títol original en anglès: Nowhere to Run) és una pel·lícula estatunidenca de drama i acció de 1993. Dirigida per Robert Harmon, és protagonitzada per Jean-Claude Van Damme en el paper principal, juntament amb Rosanna Arquette, Kieran Culkin i Ted Levine en papers secundaris. Ha estat doblada al català. Versió moderna del western Arrels profundes.

## Argument
Sam Gillen (Van Damme) és un convicte quebequès que escapa de la custòdia federal estatunidenca pel robatori a un banc i assassinat. En el seu últim cop, el soci de Sam va matar accidentalment un guàrdia i Sam va ser l'únic arrestat en l'escena del crim. En el moment d'ajudar-ho a escapar del furgó que el porta, el seu soci mor, obligant Sam a anar sol a la recerca del botí que està enterrat en una granja habitada per Clydie Anderson (Arquette), una mare vídua amb dos fills.
Els fills de Clydie descobreixen que Sam està rondant per la granja i tracten de fer contacte amb ell. Després de protegir casualment a Clydie i els seus fills d'un trio d'intrusos, Sam descobreix que Clydie s'està resistint a vendre la seva llar al corrupte empresari Franklin Hale. Sam decideix mantenir-se a prop i dormir en el graner, mentre que repara la motocicleta del seu difunt espòs i l'ajuda en la granja. Hale contracta a un extorsionador anomenat Dunston (Levine) per intimidar i obligar a Clydie a vendre les seves terres. Hale també manté en la seva nòmina al corrupte xèrif Lonnie Col·le, que en algun moment va ser amant i pretendent de Clydie.
El gelós xèrif descobreix la veritable identitat de Sam i l'amenaça amb denunciar-lo si no marxa. No volent posar en perill a Clydie per ajudar a un fugitiu, Sam decideix anar-se'n, només per trobar que Hale ja l'ha delatat a les autoritats i que van al seu darrere. Després d'evadir la policia, Sam torna per salvar a Clydie i els seus fills de Dunston i Hale, que planegen desfer-se d'ella a qualsevol preu.

## Repartiment
- Jean-Claude Van Damme: Sam Gillen
- Rosanna Arquette: Clydie Anderson
- Kieran Culkin: Mike "Mookie" Anderson
- Ted Levine: el Sr. Dunston
- Tiffany Taubman: Bree Anderson
- Edward Blatchford: el Xèrif Lonnie Col·le
- Anthony Starke: Billy
- Joss Ackland: Franklin Hali

## Rebuda
La cinta es va estrenar el 15 de gener de 1993 i va rebre crítiques negatives. Va obtenir solament un 25% de "frescor" en el web Rotten Tomatoes.
El film va recaptar 22,1 milions de dòlars als Estats Units, recuperant els 15 milions del seu pressupost. Encara que la cinta va tenir millor sort internacionalment, va recaptar-ne 30 milions, fent un total de 52,1 milions de dòlars.

## Al voltant de la pel·lícula
- Altres títols que es van manejar per a la cinta van ser "Pals" (Amics) i "Crossing the line" (Creuant la línia).[3]
- Es va filmar a Sonoma, Califòrnia.
- La motocicleta que fa servir el personatge de Van Damme és una "Triumph Bonneville T120" model 1969 amb un motor de 650cc.[3]
- Jean-Claude Van Damme va ser nominat a un Premi MTV (1993) en la categoria de "Home més Desitjable".[4]

## Crítica
- "Lliurament destinat, només i exclusivament, als incondicionals del múscul inquiet. Mediocre"[5]